# Herichthys
Herichthys (Heros + gr.: „ichthys“), deutsch Perlcichliden, ist eine im nordöstlichen Mexiko und im südlichen Texas (Stromgebiet des Rio Grande) vorkommende Gattung der Buntbarsche (Cichlidae). 

## Merkmale
Die Arten der Gattung Herichthys werden 12 bis 30 cm lang und haben einen relativ hochrückigen, ovalen und seitlich abgeflachten Körper und einen relativ großen Kopf mit endständigem Maul. Das bei der Erstbeschreibung angegebene diagnostische Merkmal der Gattung ist die Zahnform der vorderen Zahnreihe. Sie werden als einfach, ohne seitliche Haken beschrieben. Die meisten Herichthys-Arten zeigen ein in unregelmäßigen Flecken aufgelöstes dunkles Längsband auf den Körperseiten und einen mehr oder weniger deutlichen dunklen Fleck auf dem Schwanzstiel. Ein Teil der Rückenflosse ist oft dunkel, besonders bei den Weibchen. Diese zeigen während der Brutpflege eine auffällige Kontrastfärbung mit einem dunklen Bauch und hellen Körperseiten.

## Arten
Gegenwärtig gehören 14 Arten der Gattung Herichthys an:
- Herichthys bartoni (Bean, 1892)
- Herichthys carpintis (Jordan & Snyder, 1899)
- Perlcichlide (Herichthys cyanoguttatus Baird & Girard, 1854)
- Herichthys deppii (Heckel, 1840)
- Herichthys labridens (Pellegrin, 1903)
- Herichthys minckleyi (Kornfield & Taylor, 1983)
- Herichthys molango De la Maza-Benignos & Lozano-Vilano, 2013
- Herichthys pame De la Maza-Benignos & Lozano-Vilano, 2013
- Herichthys pantostictus (Taylor & Miller, 1983)
- Herichthys pratinus De la Maza-Benignos & Lozano-Vilano, 2013
- Herichthys steindachneri (Jordan & Snyder, 1899)
- Herichthys tamasopoensis Azas, 1993
- Herichthys tepehua Maza-Benignos, Ornelas-García, Lozano-Vilano, García-Ramírez & Doadrio, 2014
- Herichthys teporatus (Fowler, 1903)

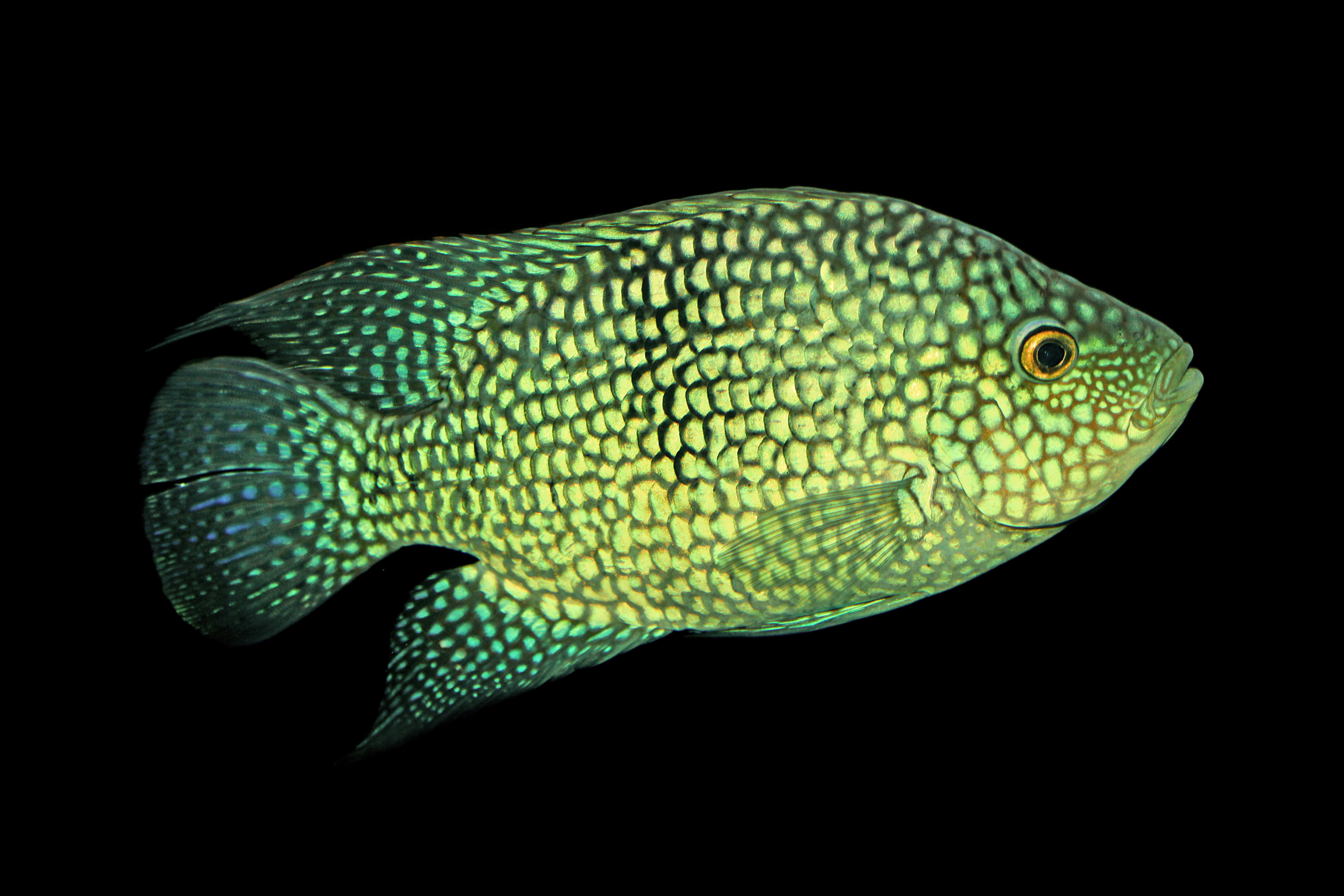
Herichthys carpintis
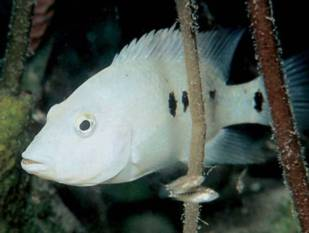
Herichthys minckleyi
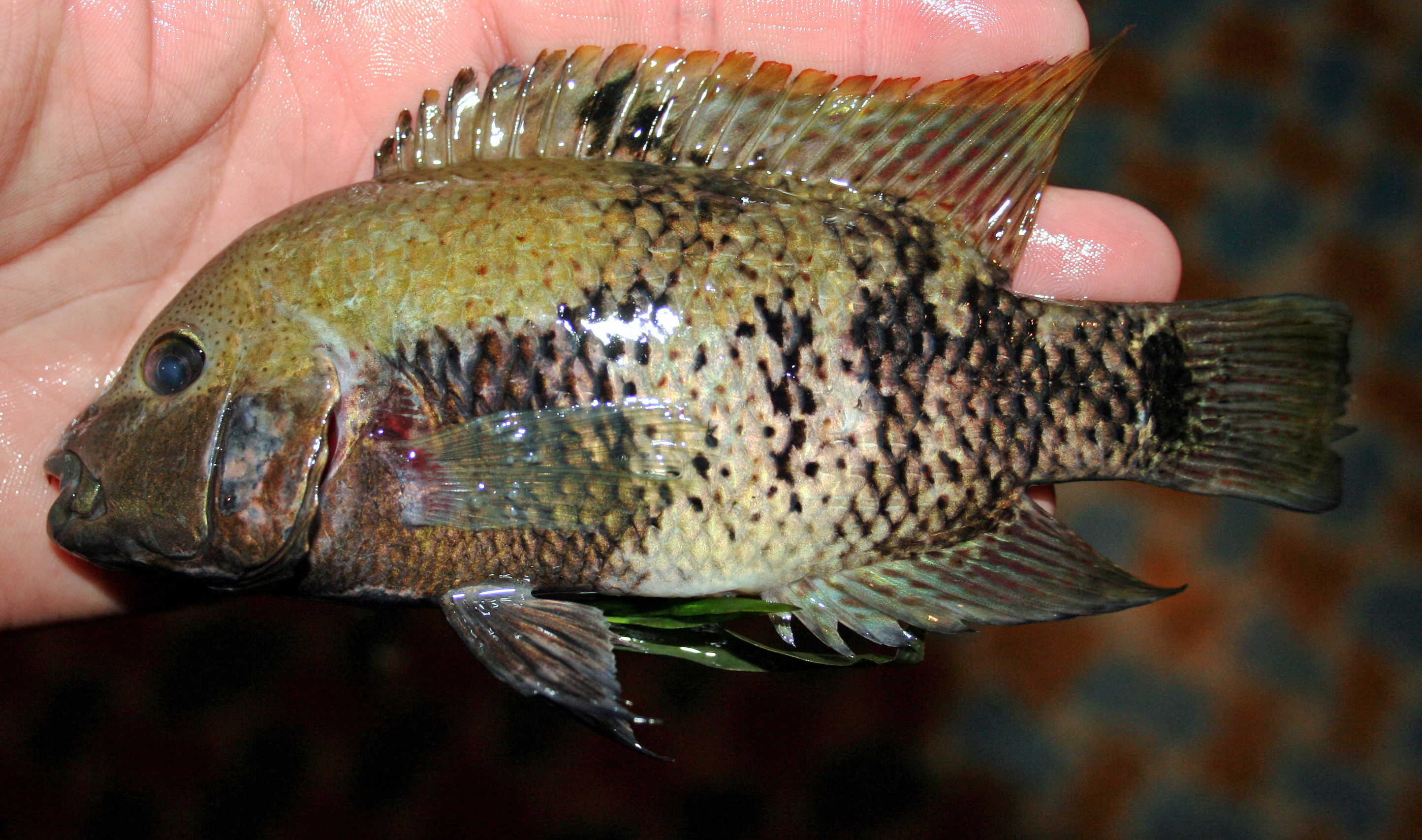
Herichthys molango
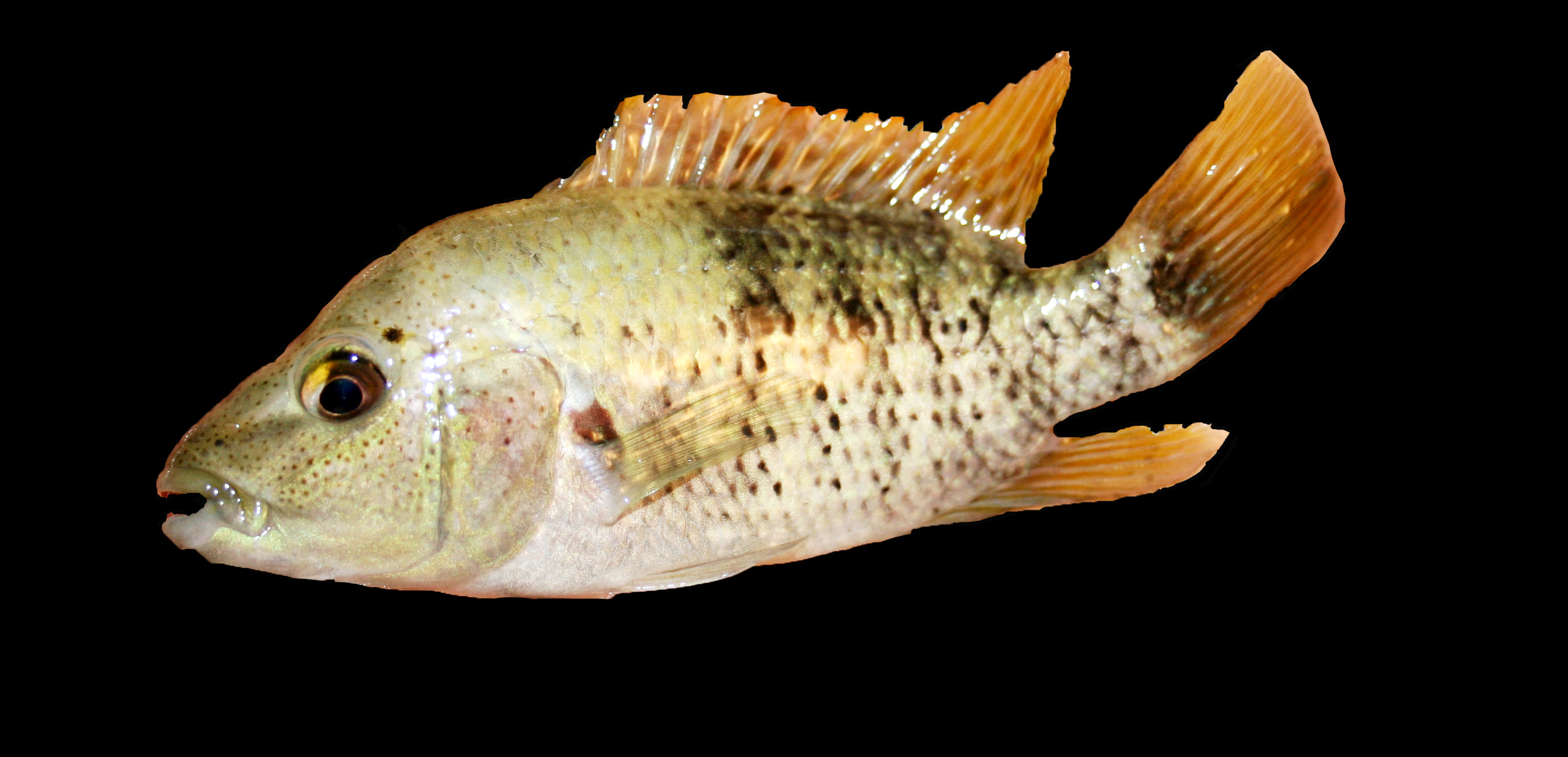
Herichthys pratinus
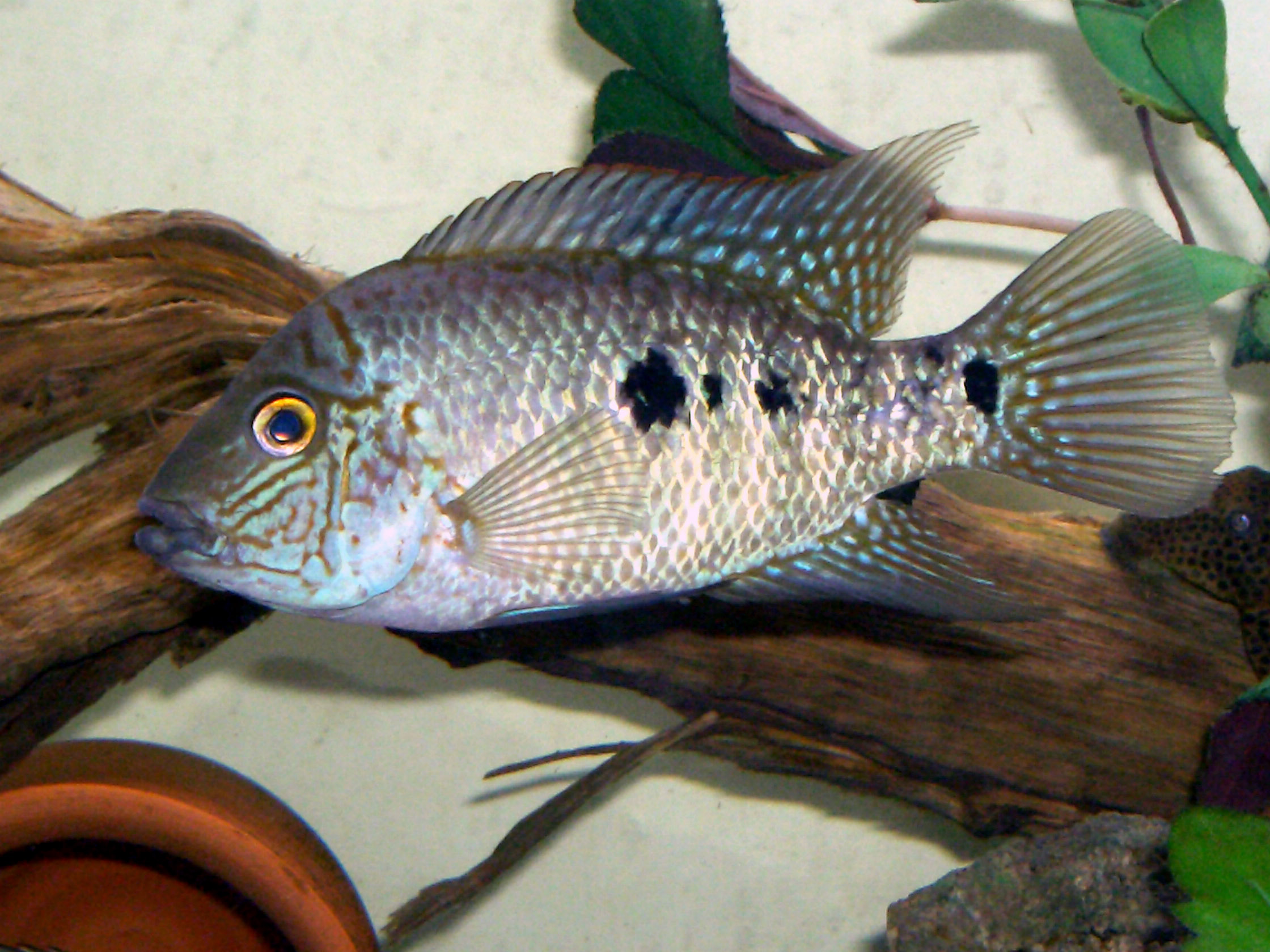
Herichthys tepehua
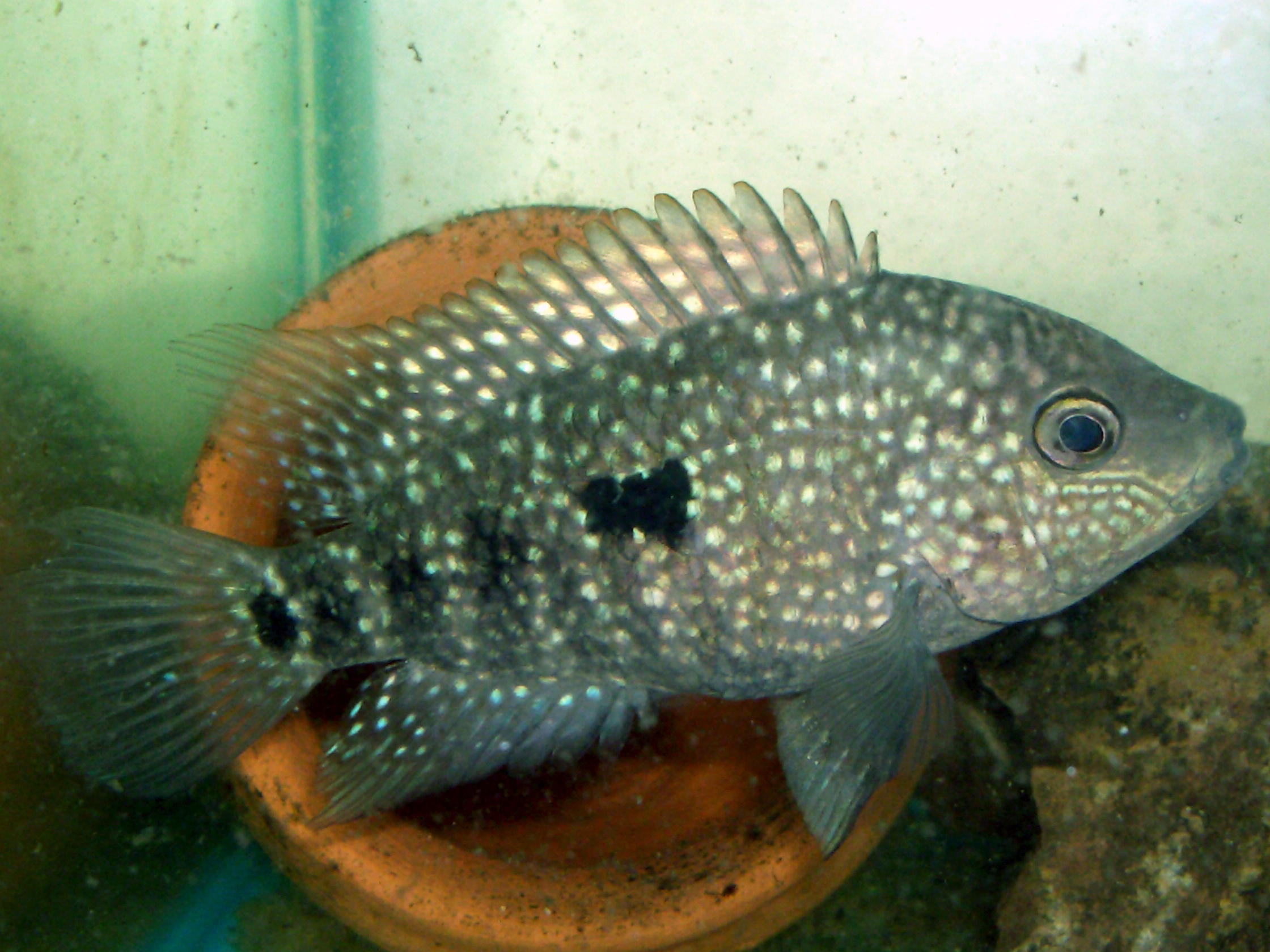
Herichthys teporatus

Die 2014 eingeführte Gattung Nosferatu gilt als Synonym von Herichthys.